# Tour de France 1930
| 24. Tour de France 1930 – Endstand |                     |                           |
| Streckenlänge                      | 21 Etappen, 4818 km | 21 Etappen, 4818 km       |
| Toursieger                         | André Leducq        | 172:12:16 h (27,978 km/h) |
| Zweiter                            | Learco Guerra       | + 14:13 min               |
| Dritter                            | Antonin Magne       | + 16:03 min               |
| Vierter                            | Jef Demuysere       | + 21:34 min               |
| Fünfter                            | Marcel Bidot        | + 41:18 min               |
| Sechster                           | Pierre Magne        | + 45:42 min               |
| Siebenter                          | Frans Bonduel       | + 56:19 min               |
| Achter                             | Benoît Fauré        | + 58:34 min               |
| Neunter                            | Charles Pélissier   | + 1:04:37 h               |
| Zehnter                            | Adolf Schön         | + 1:21:39 h               |
| Teamwertung                        | Frankreich          | Frankreich                |

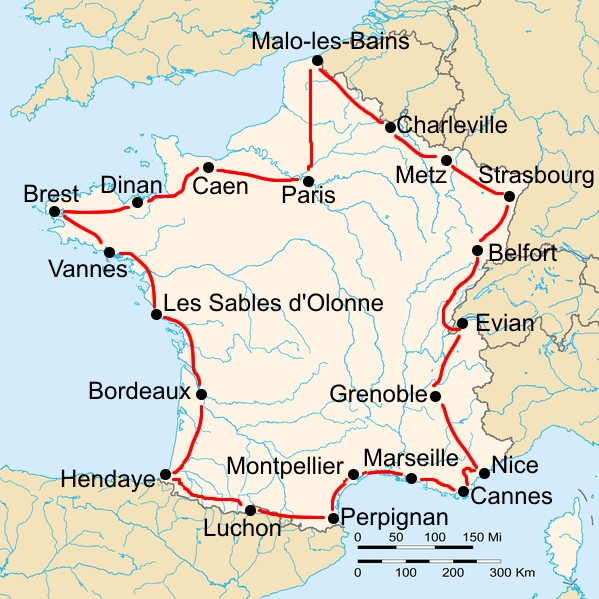
Streckenkarte der Tour de France 1930

Die 24. Tour de France fand vom 2. bis 27. Juli 1930 statt und führte über 21 Etappen mit insgesamt 4818 km. Von den 100 gestarteten Fahrer wurden 59 klassifiziert.

## Neuerungen
1930 fand die Tour de France zum ersten Mal mit Nationalteams statt. Da nun keine Sponsoren mehr für die Finanzierung der Teams aufkamen, um z. B. die Hotels und das Material zu bezahlen, schuf Henri Desgrange die Werbekarawane (caravane publicitaire). Die Tourleitung musste von nun an auch die Räder stellen, so dass alle Fahrer auf den gleichen Fahrrädern unterwegs waren.

## Rennverlauf
Auf der ersten Pyrenäen-Etappe nach Luchon errang der Franzose André Leducq das gelbe Trikot des Gesamtführenden und konnte es bis zum Ziel in Paris verteidigen, obwohl er auf der Abfahrt vom Col du Galibier schwer stürzte.
Das französische Team stellte am Ende neben dem Sieger insgesamt sechs der ersten zehn Fahrer in der Gesamtwertung und konnte die meisten Etappensiege einfahren. Allein acht Tageserfolge gingen auf das Konto von Charles Pélissier, der sich auf den letzten Etappen gleich viermal hintereinander in die Siegerliste eintragen konnte.

## Die Etappen
| Etappen    | Start – Ziel                          | km  | Etappensieger     | Gelbes Trikot     |
| ---------- | ------------------------------------- | --- | ----------------- | ----------------- |
| 1. Etappe  | Paris – Caen                          | 206 | Charles Pélissier | Charles Pélissier |
| 2. Etappe  | Caen – Dinan                          | 203 | Learco Guerra     | Learco Guerra     |
| 3. Etappe  | Dinan – Brest                         | 206 | Charles Pélissier | Learco Guerra     |
| 4. Etappe  | Brest – Vannes                        | 210 | Omer Taverne      | Learco Guerra     |
| 5. Etappe  | Vannes – Les Sables-d’Olonne          | 202 | André Leducq      | Learco Guerra     |
| 6. Etappe  | Les Sables-d’Olonne – Bordeaux        | 285 | Jean Aerts        | Learco Guerra     |
| 7. Etappe  | Bordeaux – Hendaye                    | 222 | Jules Merviel     | Learco Guerra     |
| 8. Etappe  | Hendaye – Pau                         | 146 | Alfredo Binda     | Learco Guerra     |
| 9. Etappe  | Pau – Luchon                          | 231 | Alfredo Binda     | André Leducq      |
| 10. Etappe | Luchon – Perpignan                    | 322 | Charles Pélissier | André Leducq      |
| 11. Etappe | Perpignan – Montpellier               | 164 | Charles Pélissier | André Leducq      |
| 12. Etappe | Montpellier – Marseille               | 209 | Antonin Magne     | André Leducq      |
| 13. Etappe | Marseille – Cannes                    | 181 | Learco Guerra     | André Leducq      |
| 14. Etappe | Cannes – Nizza                        | 132 | Louis Peglion     | André Leducq      |
| 15. Etappe | Nizza – Grenoble                      | 333 | Learco Guerra     | André Leducq      |
| 16. Etappe | Grenoble – Évian-les-Bains            | 331 | André Leducq      | André Leducq      |
| 17. Etappe | Évian-les-Bains – Belfort             | 282 | Frans Bonduel     | André Leducq      |
| 18. Etappe | Belfort – Metz                        | 223 | Charles Pélissier | André Leducq      |
| 19. Etappe | Metz – Charleville-Mézières           | 159 | Charles Pélissier | André Leducq      |
| 20. Etappe | Charleville-Mézières – Malo-les-Bains | 271 | Charles Pélissier | André Leducq      |
| 21. Etappe | Malo-les-Bains – Paris                | 300 | Charles Pélissier | André Leducq      |